# Beckington
Beckington är en ort och civil parish i Storbritannien.   Den ligger i grevskapet Somerset och riksdelen England, i den södra delen av landet, 150 km väster om huvudstaden London. Beckington ligger 75 meter över havet och antalet invånare är 983.
Terrängen runt Beckington är platt.Runt Beckington är det ganska tätbefolkat, med 239 invånare per kvadratkilometer. Närmaste större samhälle är Bath, 13,3 km norr om Beckington. Trakten runt Beckington består till största delen av jordbruksmark.